# Olga di Grecia
Olga di Grecia (in greco: Όλγα της Ελλάδας; Acharnes, 11 giugno 1903 – Parigi, 16 ottobre 1997) è stata una principessa greca, nipote di Giorgio I e moglie del reggente Paolo di Jugoslavia.

## Biografia

### Infanzia ed esilio

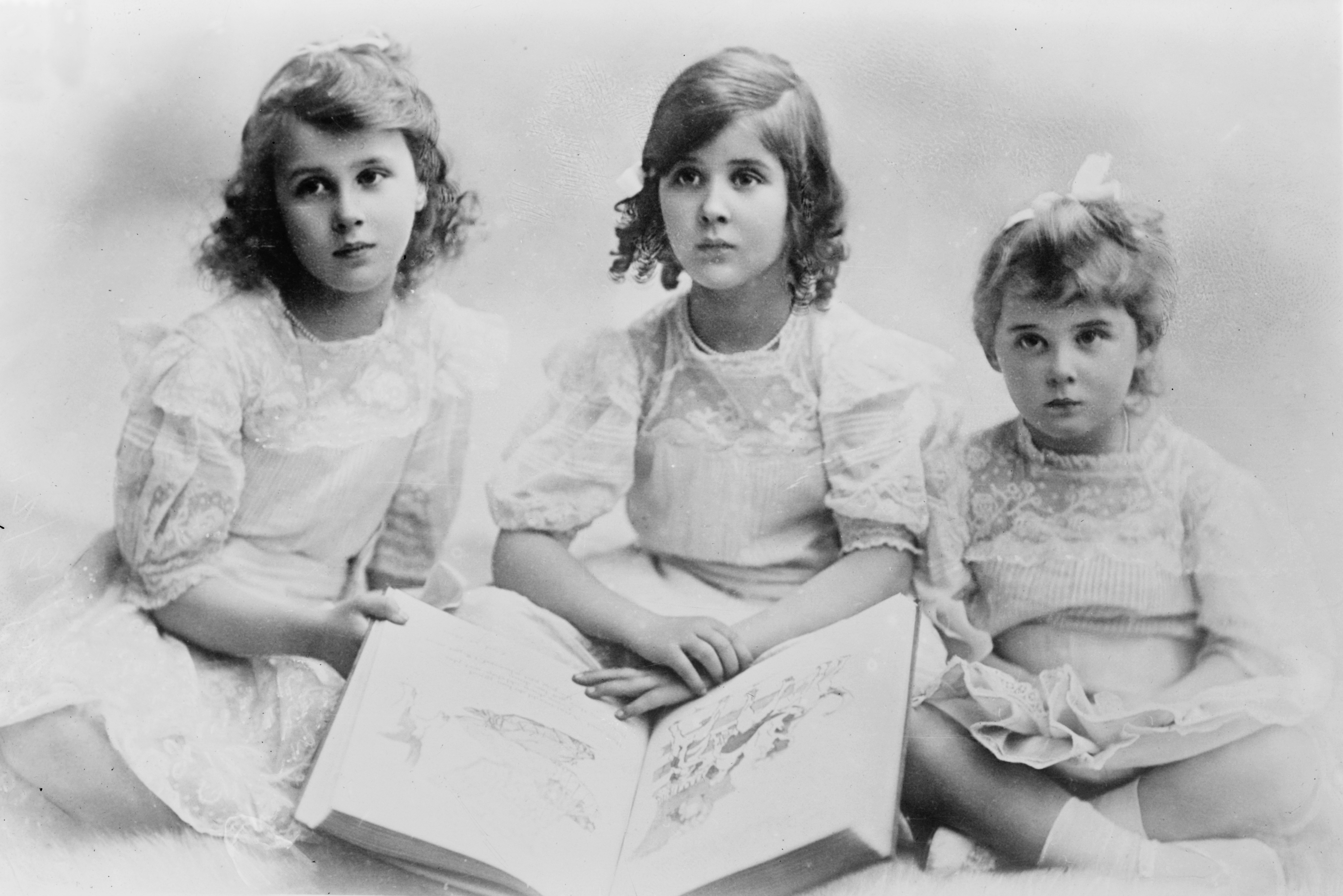
Olga di Grecia e Danimarca, a sinistra, con le sorelle Marina, a destra, ed Elisabetta, al centro

La principessa Olga nacque ad Atene il 11 giugno 1903. Suo padre era il principe Nicola di Grecia, terzo figlio del re Giorgio I di Grecia. Sua madre era la granduchessa Elena Vladimirovna di Russia, nipote dello zar Alessandro II di Russia. Era la più grande delle figlie della coppia. Uno dei suoi zii paterni era il principe Andrea di Grecia, padre del principe Filippo, duca di Edimburgo.
Olga trascorse i suoi primi anni in Grecia, dove visse con i genitori ed i nonni paterni nel palazzo di Tatoi. Insieme alle sorelle fu allevata ad essere devota e religiosa, cosa che fu incoraggiata dalla nonna paterna, la regina Olga di Grecia. La sua educazione era supervisionata da Miss Fox, un'istitutrice inglese. La famiglia di Olga si recava spesso all'estero, specialmente durante i mesi estivi. 

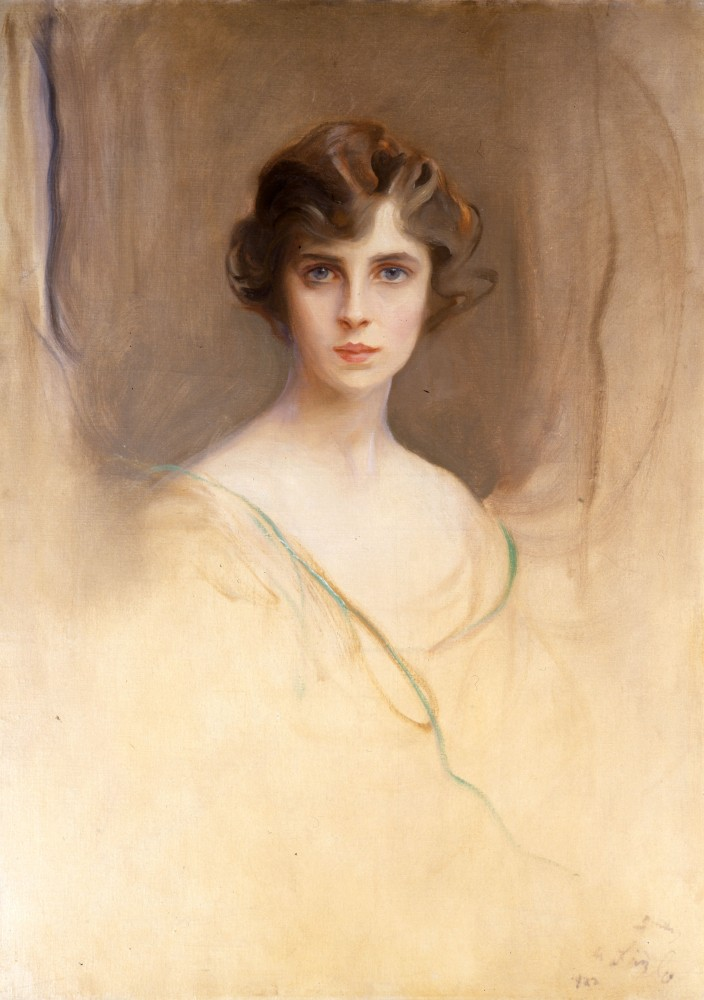
La principessa Olga di Grecia e Danimarca ritratta da Philip de László nel 1922

La famiglia venne costretta all'esilio quando Olga aveva 11 anni, dopo il rovesciamento della monarchia greca, e si trasferì a Parigi.

### Matrimonio

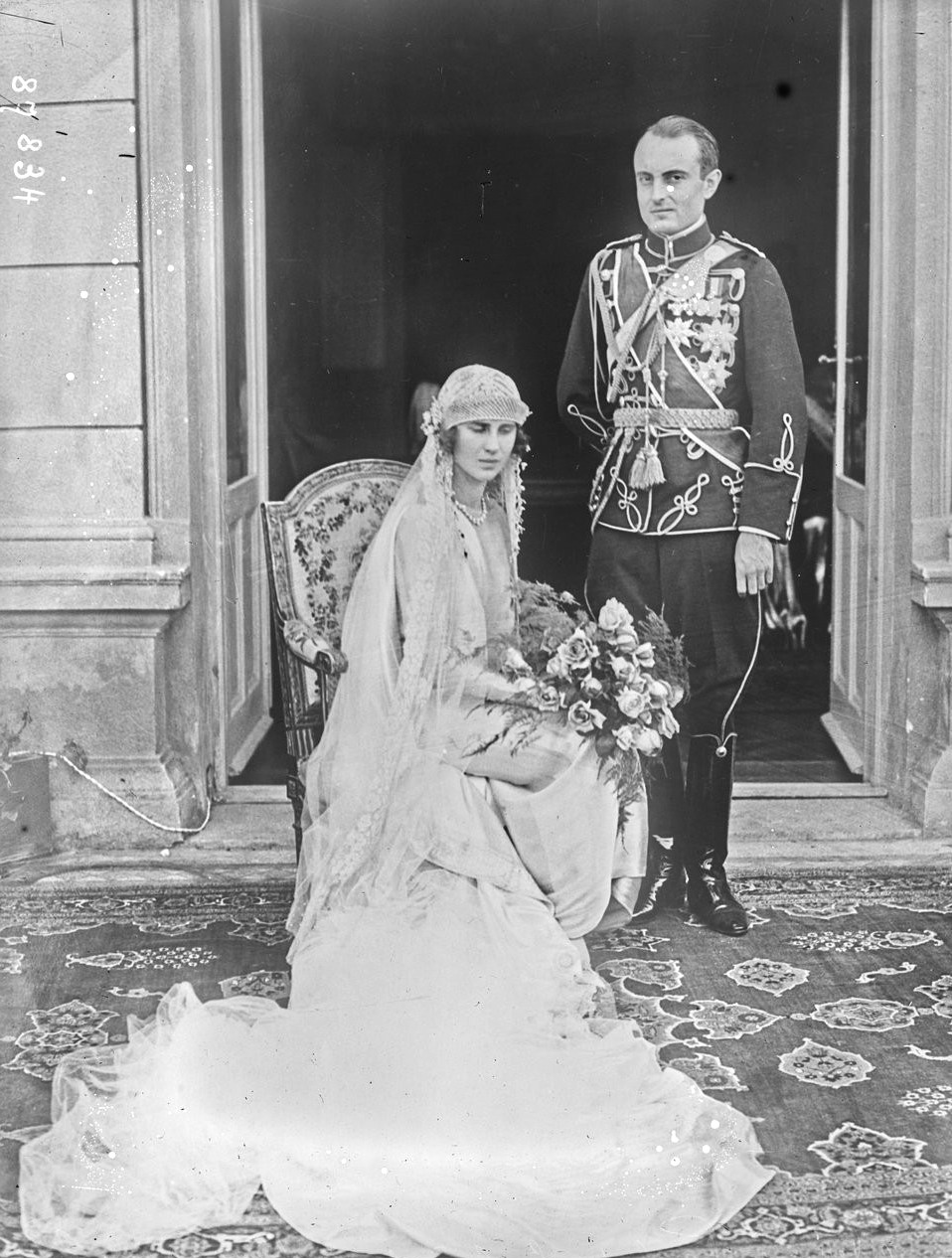
Olga di Grecia e Paolo Karađorđević il giorno delle loro nozze

Si sposò a Belgrado il 22 ottobre 1923 con il principe Paolo Karađorđević, reggente del Regno di Jugoslavia dopo l'assassinio del re Alessandro I. Ebbero tre figli.
Attraverso sua figlia Elisabetta, era la nonna dell'attrice Catherine Oxenberg.

### Morte

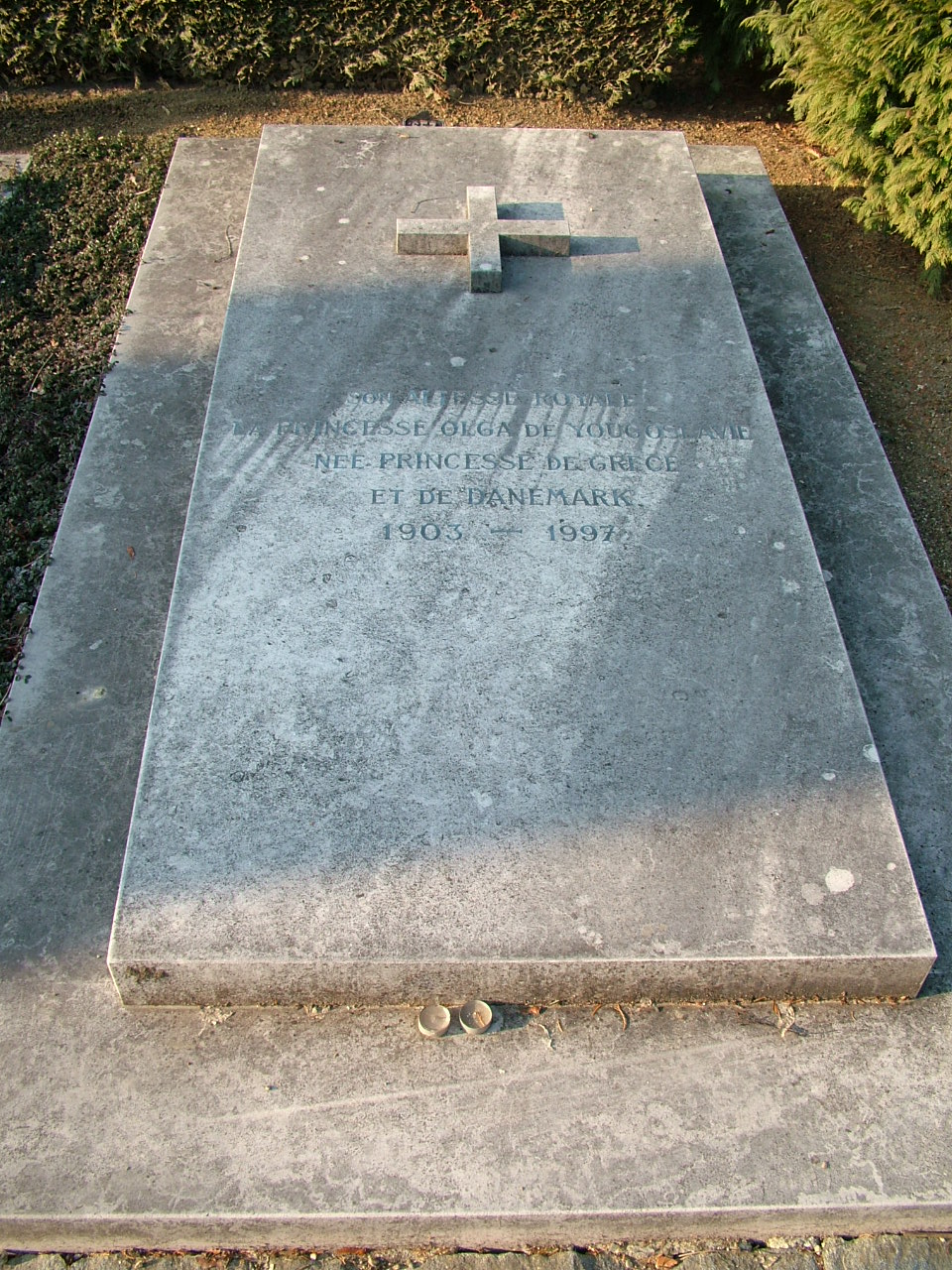
La tomba della principessa Olga nel cimitero di Losanna

Morì il 16 ottobre 1997 a Parigi e fu sepolta accanto a suo marito e al figlio Nicola nel cimitero di Losanna.

## Discendenza

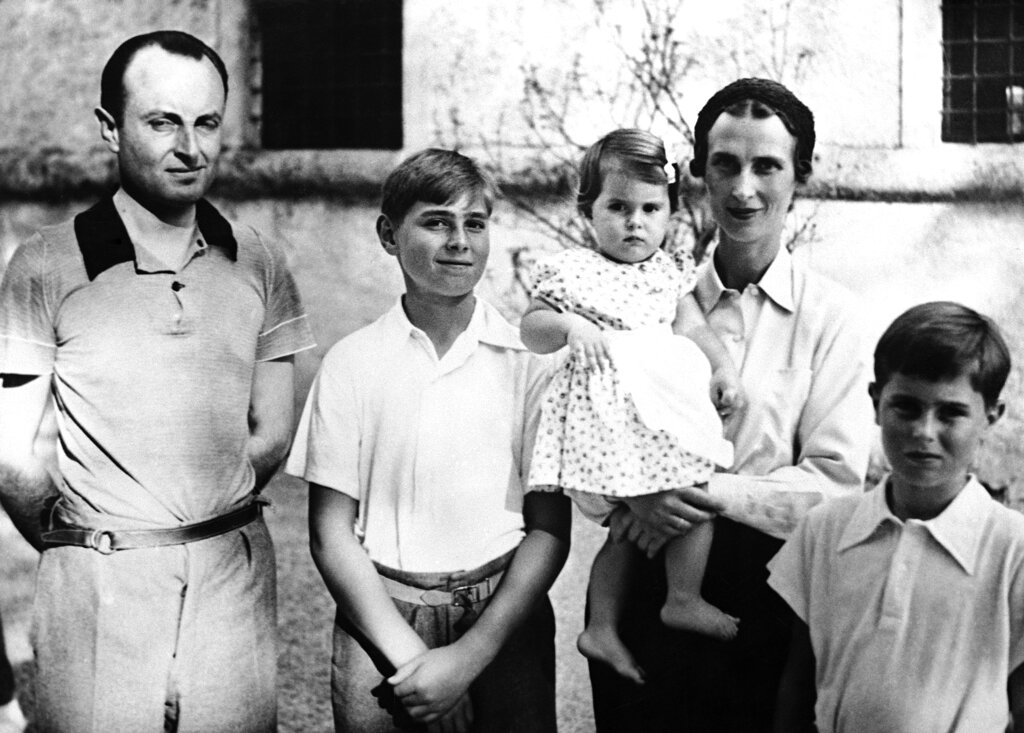
La principessa Olga di Grecia e il principe Paolo Karađorđević fotografati insieme ai figli nel 1937

La principessa Olga di Grecia e il principe Paolo Karađorđević ebbero tre figli:
- Alessandro (13 agosto 1924 - 12 maggio 2016);
- Nicola (29 giugno 1928 - 12 aprile 1954);
- Elisabetta (7 aprile 1936).

## Ascendenza
|                                |                         |                                               | Genitori                               |  |  | Nonni |  |  | Bisnonni                  |  |  | Trisnonni                                                      |  |
|                                |                         |                                               |                                        |  |  |       |  |  | Cristiano IX di Danimarca |  |  | Federico Guglielmo di Schleswig-Holstein-Sonderburg-Glücksburg |  |
|                                |                         |                                               |                                        |  |  |       |  |  | Cristiano IX di Danimarca |  |  | Federico Guglielmo di Schleswig-Holstein-Sonderburg-Glücksburg |  |
|                                |                         | Luisa Carolina d'Assia-Kassel                 |                                        |  |  |       |  |  | Cristiano IX di Danimarca |  |  |                                                                |  |
| Giorgio I di Grecia            |                         |                                               |                                        |  |  |       |  |  | Cristiano IX di Danimarca |  |  |                                                                |  |
|                                |                         | Luisa d'Assia-Kassel                          | Guglielmo d'Assia-Kassel               |  |  |       |  |  |                           |  |  |                                                                |  |
|                                |                         | Luisa d'Assia-Kassel                          | Guglielmo d'Assia-Kassel               |  |  |       |  |  |                           |  |  |                                                                |  |
|                                |                         | Luisa d'Assia-Kassel                          | Luisa Carlotta di Danimarca            |  |  |       |  |  |                           |  |  |                                                                |  |
| Nicola di Grecia               |                         | Luisa d'Assia-Kassel                          |                                        |  |  |       |  |  |                           |  |  |                                                                |  |
|                                |                         | Konstantin Nikolaevič Romanov                 | Nicola I di Russia                     |  |  |       |  |  |                           |  |  |                                                                |  |
|                                |                         | Konstantin Nikolaevič Romanov                 | Nicola I di Russia                     |  |  |       |  |  |                           |  |  |                                                                |  |
|                                |                         | Konstantin Nikolaevič Romanov                 | Aleksandra Fёdorovna                   |  |  |       |  |  |                           |  |  |                                                                |  |
| Ol'ga Konstantinovna Romanova  |                         | Konstantin Nikolaevič Romanov                 |                                        |  |  |       |  |  |                           |  |  |                                                                |  |
|                                |                         | Alessandra di Sassonia-Altenburg              | Giuseppe di Sassonia-Altenburg         |  |  |       |  |  |                           |  |  |                                                                |  |
|                                |                         | Alessandra di Sassonia-Altenburg              | Giuseppe di Sassonia-Altenburg         |  |  |       |  |  |                           |  |  |                                                                |  |
|                                |                         | Alessandra di Sassonia-Altenburg              | Amalia di Württemberg                  |  |  |       |  |  |                           |  |  |                                                                |  |
| Olga di Grecia                 |                         | Alessandra di Sassonia-Altenburg              |                                        |  |  |       |  |  |                           |  |  |                                                                |  |
|                                | Alessandro II di Russia | Nicola I di Russia                            |                                        |  |  |       |  |  |                           |  |  |                                                                |  |
|                                | Alessandro II di Russia | Nicola I di Russia                            |                                        |  |  |       |  |  |                           |  |  |                                                                |  |
|                                | Alessandro II di Russia | Aleksandra Fёdorovna                          |                                        |  |  |       |  |  |                           |  |  |                                                                |  |
| Vladimir Aleksandrovič Romanov | Alessandro II di Russia |                                               |                                        |  |  |       |  |  |                           |  |  |                                                                |  |
|                                |                         | Maria Aleksandrovna                           | Luigi II d'Assia                       |  |  |       |  |  |                           |  |  |                                                                |  |
|                                |                         | Maria Aleksandrovna                           | Luigi II d'Assia                       |  |  |       |  |  |                           |  |  |                                                                |  |
|                                |                         | Maria Aleksandrovna                           | Guglielmina di Baden                   |  |  |       |  |  |                           |  |  |                                                                |  |
| Elena Vladimirovna Romanova    |                         | Maria Aleksandrovna                           |                                        |  |  |       |  |  |                           |  |  |                                                                |  |
|                                |                         | Federico Francesco II di Meclemburgo-Schwerin | Paolo Federico di Meclemburgo-Schwerin |  |  |       |  |  |                           |  |  |                                                                |  |
|                                |                         | Federico Francesco II di Meclemburgo-Schwerin | Paolo Federico di Meclemburgo-Schwerin |  |  |       |  |  |                           |  |  |                                                                |  |
|                                |                         | Federico Francesco II di Meclemburgo-Schwerin | Alessandrina di Prussia                |  |  |       |  |  |                           |  |  |                                                                |  |
| Maria di Meclemburgo-Schwerin  |                         | Federico Francesco II di Meclemburgo-Schwerin |                                        |  |  |       |  |  |                           |  |  |                                                                |  |
|                                |                         | Augusta di Reuss-Köstritz                     | Enrico LXIII di Reuss-Köstritz         |  |  |       |  |  |                           |  |  |                                                                |  |
|                                |                         | Augusta di Reuss-Köstritz                     | Enrico LXIII di Reuss-Köstritz         |  |  |       |  |  |                           |  |  |                                                                |  |
|                                |                         | Augusta di Reuss-Köstritz                     | Eleonora di Stolberg-Wernigerode       |  |  |       |  |  |                           |  |  |                                                                |  |
|                                |                         | Augusta di Reuss-Köstritz                     |                                        |  |  |       |  |  |                           |  |  |                                                                |  |

## Titoli e trattamento
- 11 giugno 1903 - 22 ottobre 1923: Sua Altezza Reale, la principessa Olga di Grecia e Danimarca
- 22 ottobre 1923 - 16 ottobre 1997: Sua Altezza Reale, la principessa Olga di Jugoslavia